# Jon Casey
Jonathan James Casey (Grand Rapids, Minnesota, 1962. augusztus 29. –) amerikai profi jégkorongozó.

## Karrier
Komolyabb karrierjté a University of North Dakotán kezdte 1980–1981-ben és 1984-ig játszott az egyetemi csapatban. Az 1984. április elsején a Minnesota North Stars leigazolta, mint szabadügynök és két mérkőzést játszott az NHL-ben. 1984–1985-ben az AHL-es Baltimore Skipjacksben játszott. a következő szezonban felkerült az NHL-be 26 mérkőzésre majd leküldték az AHL-es Springfield Indiansba. A következő idényt is itt kezdte majd innen leküldték az IHL-es Indianapolis Checkersbe. 1987–1988-ban meghívást kapott az NHL-be de gyenge játék miatt leküldték az IHL-es Kalamazoo Wingsbe. 1988–1993 között kisebb megszakítással szinte végig a North Stars csapat tagja volt. 1991-ben a Stanley-kupa döntőig meneteltek de ott a Mario Lemieux-vel felálló Pittsburgh Penguins legyőzte őket. 1991–1992-ben még négy mérkőzésre leküldték az IHL-be a Kalamazoo Wingsbe. 1993-ban a North Stars átköltözött Dallasba és Dallas Stars lett a csapat neve. Ő is ment de a Dallasban sosem játszott mert nyáron átkerült a Boston Bruinsba. 1994–1997 között a St. Louis Blues játékosa volt. 1995–1996-ban leküldték a farmcsapatba a Peoria Rivermenbe. 1996–1997-ben az AHL-es Worcester IceCatsben játszott le négy mérkőzést. 1997–1998-ban az IHL-es Kansas City Bladesből vonult vissza.

## Díjai
- WCHA Első All-Star Csapat: 1982, 1984
- WCHA Második All-Star Csapat: 1983
- NCAA Nyugati Első All-American Csapat: 1984
- AHL Első All-Star Csapat: 1985
- Harry 'Hap' Holmes-emlékdíj: 1985
- Aldege 'Baz' Bastien-emlékdíj: 1985
- NHL All-Star Gála: 1993